# Dolf (motorfiets)

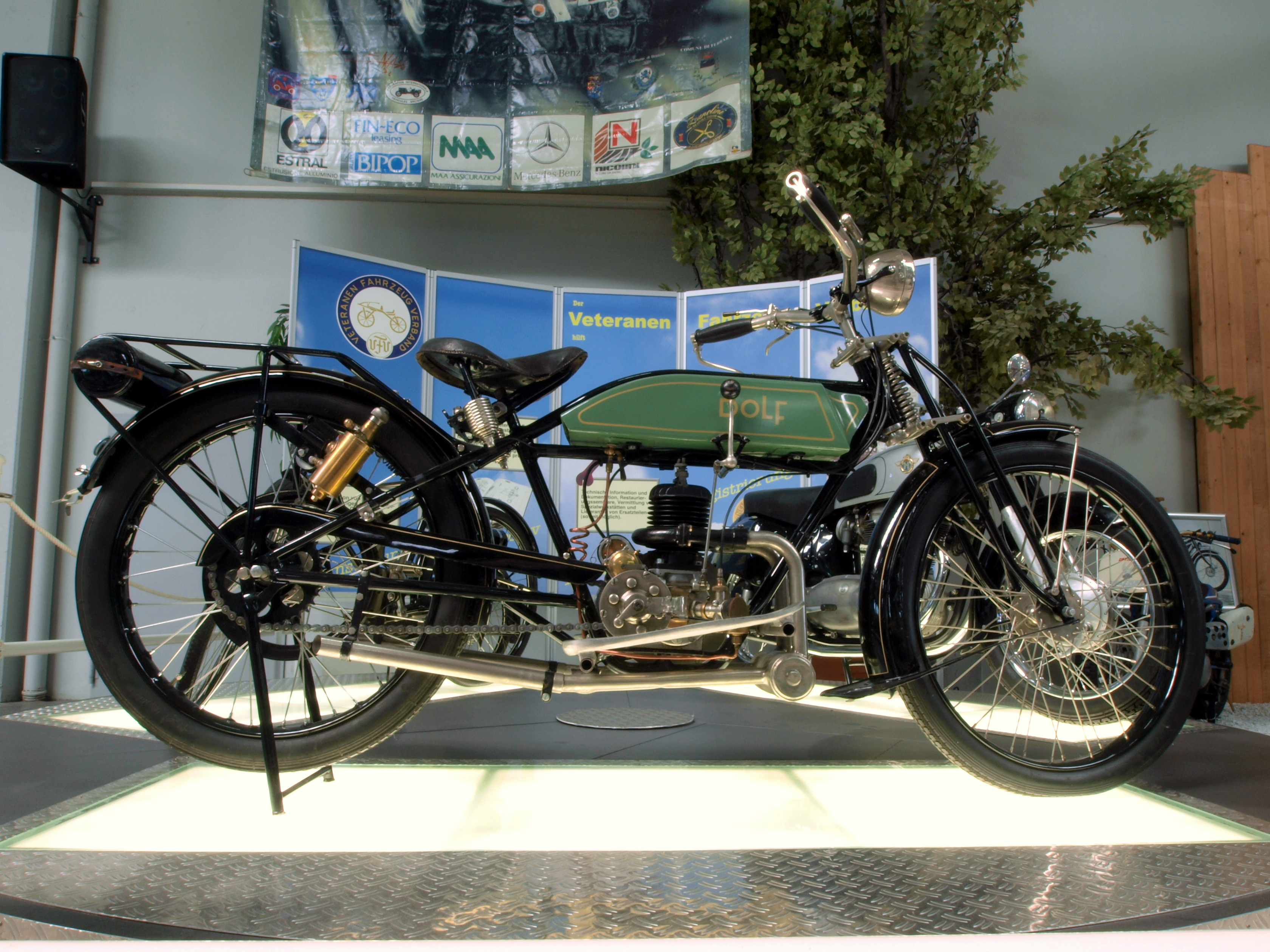
Dolf uit 1922

Dolf is een historisch motorfietsmerk.
De fabrikant was Maschinenfabrik Stein AG, Frankfurt am Main.
Dolf was een Duits merk waarvan de motorfietsen tot de beste en snelste tweetakten van de jaren twintig gerekend worden. Het belangrijkste model had een 144cc-blokmotor met 8 overstroom- en uitlaatkanalen en een conische inlaatschijf. De productie begon in 1922, maar de overlevingskansen voor kleine merken in waren in Duitsland halverwege de jaren twintig klein. Alleen al in 1925 verdwenen ruim 150 merken van de Duitse markt, waaronder ook het merk Dolf.